# 𢀛方
𢀛方是殷墟出土卜辞中见到的一个商代的方国部落，根据卜辞记载，它们在商王武丁时期活动于商朝的西北部边缘地区，位于土方之西，大致在今陕西省中部地区，太行山西北地区。𢀛方是商朝长期的敌对方国，可能与土方联合与商朝作战。卜辞中有𢀛方与土方同贞的现象。“𢀛”字是甲骨文的隶定字，其最初被解读为“呂”，而后又被解读作“吉”或“工”，关于此字的解读目前尚无定论。武丁时期，𢀛方经常侵犯商朝西部边境，掠夺田地、谷物，武丁曾派人到𢀛方进行监视、侦察，并多次征讨。关于𢀛方的卜辞多达七百余条，延续至祖庚时期，长于附近的方国，土方。
學者王玉哲認為，商代的𢀛方，即為周朝的玁狁。
赵平安在2002年《甲骨文「⿱工口」即「曷」字说——兼谈羯的族源》一文中通过文字的演变论证𢀛方乃曷方。